# ۱۲۹۲ (خورشیدی)
۱۲۹۲ هزار و دویست و نود و دومین سال هجری خورشیدی، سالی کبیسه است.

## مناسبت‌ها
شروع جنگ جهانی اول

## زادگان
- ۱ فروردین - محمدولی قرنی ، نظامی ایرانی و نخستین رئیس ستاد مشترک ارتش جمهوری اسلامی
- ۲۸ تیر - منوچهر ستوده ایران‌شناس، جغرافی‌دان و پژوهشگر
- ۲۹ تیر - تیمسار ارتشبد حسن طوفانیان، نظامی
- ۳ مرداد - یدالله بایندر، ناوسروان نیروی دریایی
- ۱۲ مرداد - محمد قاضی، مترجم برجسته ایرانی
- اسفند - پرویز ناتل خانلری، پژوهشگر، زبان‌شناس، نویسنده، مترجم، شاعر، ادیب و سیاست‌مدار
- ناصر ذوالفقاری سیاستمدار دوران پهلوی